# Imputazione di omicidio per uno studente
Imputazione di omicidio per uno studente é um filme italiano dirigido por Mauro Bolognini e lançado em 1972.